# 大和市立引地台中学校
大和市立引地台中学校（やまとしりつひきじだいちゅうがっこう）は、神奈川県大和市にある公立中学校。
2022年からは、不登校生徒のための不登校特例校分教室を開校。

## 進学前小学校
- 大和市立引地台小学校
- 大和市立柳橋小学校
- 大和市立福田小学校（一部は大和市立渋谷中学校へ）